# Tadorna
Tadorna er en slægt af fugle i familien af egentlige andefugle med seks nulevende  arter, der er udbredt i både Afrika, Australien og Eurasien. 

## Arter
De seks arter i slægten:
- Gravand (Tadorna tadorna)
- Radjahgravand (Tadorna radjah)
- Rustand (Tadorna ferruginea)
- Sydafrikansk gravand (Tadorna cana)
- Australsk gravand (Tadorna tadornoides)
- Paradisgravand (Tadorna variegata)